# Sigurd Kihlgren
Sigurd Henrik Thorolf Kihlgren, född 21 mars 1900 i Ytterhogdals församling i Jämtlands län, död 1 september 1988 i Knivsta församling i Uppsala län, var en svensk jurist.
Sigurd Kihlgren, som var son till kyrkoherden Nils Johan Kihlgren, blev juris kandidat vid Uppsala universitet 1926, amanuens vid universitetets kansli 1927, notarie vid medicinska fakulteten där 1931 och vid filosofiska fakulteten 1933, kamrer vid Akademiska sjukhuset i Uppsala och direktionssekreterare där 1945 samt slutligen akademisekreterare vid Uppsala universitet 1952.
Han blev riddare av Vasaorden och ledamot av Kungliga Vetenskapssamhället i Uppsala. 1973 utnämndes han till filosofie hedersdoktor vid Uppsala universitet.
Kihlgren var bror till Elow Kihlgren och Knut Kihlgren. Sigurd Kihlgren är begraven på Uppsala gamla kyrkogård.